# Giovanni Conversini
Giovanni Conversini o di Conversino (Buda, 1343 – Muggia, 27 settembre 1408) è stato un umanista e giurista italiano.
È spesso confuso (anche da Baldelli) con Giovanni da Ravenna, primo amanuense di Petrarca; in realtà Conversini incontrò Petrarca solo in un paio di occasioni, benché suo zio, il cardinale Tommaso da Frignano, fosse grande amico del poeta aretino. Da qui nacque ed è tuttora vivo l'equivoco.

## Biografia
(Giovan Batista Baldelli, Gaetano Cambiagi, Del Petrarca e delle sue opere libri quattro, Fiesole, 1837, p. 154)
La vita di Giovanni non lascia adito a dubbi o supposizioni: lui stesso l'ha dettagliatamente raccontata nella sua autobiografia intitolata Rationarium vitae.

### Studente e goliardo
Il padre Conversino da Frignano si era laureato medico a Bologna e dal 1321 era stato titolare della cattedra di medicina all'Università di Siena. Poi nel 1342 incontrò Luigi I d'Ungheria che gli offrì il posto di medico di corte a Buda. Conversino accettò e, un anno dopo il suo arrivo nella capitale ungherese, nacque suo figlio Giovanni.
Dopo la morte della madre, nel 1345, il padre, che rimase a Buda per il resto della vita, lo mandò in Italia dallo zio Tommaso insieme al suo tutore Michele da Zagabria.
Fece i suoi studi elementari prima a Ferrara, poi a Bologna e infine presso le suore di San Paolo a Ravenna, finché non entrò alla scuola di grammatica di Donato Albanzani.
Ma nel 1353 morì anche suo padre, e lo zio Tommaso, francescano in carriera, per non privare il nipote dell'eredità paterna, combinò per lui il fidanzamento con Margherita Furlan, di poco più vecchia di lui, figlia di un medico. Giovanni, di appena dieci anni, si trasferì dai futuri suoceri. Due anni dopo si sposarono, ma subito dopo il matrimonio morirono entrambi i suoceri, e i due rimasero da soli e senza alcuna supervisione da parte di adulti.
Come è ovvio i due sposini cominciarono a bisticciare. Giovanni diceva che Margherita era frivola, irresponsabile, pigra e incapace di mandare avanti la casa, così lo zio Tommaso si vide costretto a mandare Giovanni a studiare dai francescani di Ferrara.
Dopo una breve parentesi a servizio di Michele di Lapo de' Medici a Firenze, nel 1357, Giovanni tornò a Ravenna dove la moglie aspettava un bambino, il loro unico figlio, a cui dettero il nome di Conversino. Giovanni fece appena in tempo a vedere il neonato che subito ripartì per Bologna per continuare i suoi studi di trivio.
Nella primavera del 1359 aveva già completato le prime due parti di grammatica e di dialettica e quindi si iscrisse al corso di retorica. Il primo modulo era incentrato sulla ars dictaminis ed era tenuto da Pietro da Forlì sulla Brevis introductio ad dictamen di Giovanni di Bonandrea. Finito questo, a Pasqua del 1360 concluse il corso sulla Rhetorica ad Herennium. I suoi brillantissimi risultati agli esami convinsero i suoi colleghi studenti ad eleggerlo lettore proprio per tenere l'anno dopo lezioni sulla Brevis introductio ad dictamen e sulla Rhetorica ad Herennium. Per esigenze economiche, fu costretto ad abbandonare gli studi letterari e a scegliere di laurearsi in giurisprudenza e così nel 1363 concluse gli studi universitari con il diploma notarile.
L'attrazione per le lettere rimaneva comunque forte e dunque, invece di tornare dalla moglie e trovarsi un posto da notaio, essendo accademicamente vicino al grammatico Pietro da Moglio, nel settembre del 1363 seguì il suo mentore a Padova e ne attese le lezioni fino alla primavera successiva. Si spostò poi di nuovo a Bologna, dove era popolarissimo tra gli studenti, che infatti gli chiesero di tenere un ciclo di lezioni sul Factorum ac Dictorum Memorabilium libri IX di Valerio Massimo. E la sua autorità crebbe ancora quando, grazie ad Albanzani, fu presentato a Petrarca.
Non più studente ma nemmeno accademico, divenne un riferimento della vita goliardica bolognese, finché alcuni screzi con le autorità cittadine lo costrinsero ad accettare un lavoro di tutore a Ferrara. Ci rimase poco perché un suo ex compagno di università, Niccolò Boschetti, gli fece avere un posto di insegnante di grammatica latina a Treviso, posto che lui accettò di buon grado. E a Treviso incontrò il notaio e studioso Paolo Rugolo che divenne il suo più caro amico.
Dopo poco, nel 1367, dovette fare di nuovo ritorno a Ravenna perché il figlio Conversino, giocando, aveva perso la vista da un occhio. Ormai però la sua fama di maestro e studioso lo precedeva e subito dopo il suo rientro a casa, Guido III da Polenta lo scelse per rappresentare Ravenna come notaio forestiero alla corte del podestà di Firenze. Prese servizio nel luglio del 1368 ma durò poco, vista la noia e la mole del lavoro notarile, e quindi dette prontamente le dimissioni e accettò di fare il lettore allo Studio Fiorentino per commentare le Georgiche di Virgilio oltre al suo cavallo di battaglia Ad Herennium. Anche stavolta abbandonò, ovviamente, quasi subito su invito del vescovo Pietro da Barone, che lo voleva di nuovo insegnante di latino a Treviso.
Margherita e Conversino, abbandonati a Ravenna e rimasti senza denari, lo raggiunsero a Treviso. Erano entrambi in condizioni fisiche disastrose, malnutriti e malaticci. Margherita morì due settimane dopo il suo arrivo, mentre Conversino riuscì a salvarsi.
Mia moglie e mio figlio rientrarono nella mia vita nelle condizioni più tristi in cui li avessi mai visti. Grazie al cambio di regione e la migliore qualità dell'aria, mio figlio poté uscire dalla malattia. Ma mia moglie, dopo poco che si fu ammalata, morì. Morì perché l'avevo trascurata. Morì per colpa mia.
Subito dopo la tragedia familiare, Paolo Rugolo gli trovò un posto di insegnante a Conegliano dove, nel luglio del 1372, venne a fargli visita il cognato Luigi. Ma non era una visita di cortesia: Luigi voleva vendicare la sorella. Lo avvelenò con dell'arsenico, ma sbagliò le dosi e Giovanni rimase allettato per quasi sei mesi.
Questo periodo di riposo forzato lo costrinse a ripensare tutta la sua vita e non appena si fu rimesso visitò lo zio Tommaso a Venezia. Lo zio, divenuto patriarca di Grado, era profondamente arrabbiato per la condotta irresponsabile e scapestrata del nipote e molto freddamente gli fece intendere di non essere più gradito in famiglia, almeno finché non avesse mutato comportamento. Giovanni lasciò Venezia e riuscì a trovarsi un posto di maestro a Belluno, dove avrebbe potuto ricominciare. Fu forse di buon auspicio la visita che fece a Petrarca nella sua casa di Arquà per il Natale del 1373.

### Maestro, notaio e padre di famiglia
Agli inizi del 1374, Giovanni stabilì a Belluno e cominciò le lezioni nella locale scuola di grammatica. Belluno segnò una vera svolta nella vita di Giovanni, tanto che nel 1375 mise giudizio e sposò Benasuda, una ricca vedova bellunese, da cui l'anno dopo ebbe Israele, il loro unico figlio.
Cominciò anche a scrivere brevi trattati come il De fato, sulla questione del libero arbitrio, il De miseria humanae vitae e il frammentario De Christi conceptu, sugli aspetti stoicisti del cristianesimo.
In questi anni si fecero più distesi anche i rapporti con lo zio che infatti, nel 1378, gli inviò, come tardivo regalo di matrimonio, tre casse di libri lasciati da suo padre in eredità al fratello. Quegli stessi, preziosissimi libri che erano appartenuti alla biblioteca reale angioina e che Luigi d'Ungheria aveva confiscato a Napoli e poi regalati a Conversino. Giovanni, per ringraziarlo, gli dedicò un trattato intitolato Dialogus inter Johannem et Literam sullo status di religioso. Lo zio, divenuto nel frattempo cardinale e trasferitosi alla Corte papale, evidentemente apprezzò, perché, quando nel 1379 il comune di Belluno non gli rinnovò il contratto, lo invitò a Roma per una breve vacanza.
Di ritorno da Roma si fermò a Padova dove rimase ospite del medico Marsilio da Santasofia e il grammatico Carletto Galmarelli. Ma quella che doveva essere una rimpatriata si trasformò in un lungo soggiorno dato che Francesco il Vecchio da Carrara volle che Giovanni, come scrittore e intellettuale, rimanesse alla sua corte. In poco tempo si guadagnò la simpatia e l'amicizia del signore di Padova, che gli regalò anche una casa in città, attirandosi, come è ovvio, le invidie degli altri cortigiani che lo costrinsero, per prudenza, a rinviare la pubblicazione del Familiae carrariensis natio. A Padova ebbe modo di farsi conoscere dai maggiori rappresentanti del gotha accademico come Baldo degli Ubaldi, Arsendino Arsendi e Lombardo della Seta. Sul finire del 1382 però, per la morte improvvisa della moglie, Giovanni fu costretto a tornare a Belluno per poi ripartire di nuovo e stabilirsi a Venezia, dove trovò lavoro come maestro. Ma nella città lagunare insegnò appena sei mesi.
Infatti la regina Elisabetta di Ungheria, da poco vedova di Luigi I che era sempre rimasto legatissimo alla memoria di Conversino senior, gli offrì il posto di notarius mayor nella Repubblica di Ragusa, all'epoca stato vassallo ungherese. Giovanni accettò e ci si trasferì con il figlio Israele.
Come nella sua esperienza fiorentina, il lavoro di notaio comportava una cospicua mole di lavoro. Non solo doveva redigere ogni tipo di documento notarile, ma anche presiedere, da giudice, le cause civili e rogare, dopo averli controllati, decreti e statuti. Stavolta però non abbandonò il posto e anzi trovò anche il tempo per comporre il De primo eius introitu ad aulam, saggio sulla corruzione delle corti, e l'Historia Ragusii.
Lasciò la città dalmata nel 1388 e fece ritorno a Venezia dove, sotto il patronato del suo ex allievo Marco Giustinian (futuro condottiero ed eroe veneziano detto poi il Grande), aprì una scuola di grammatica nella contrada di San Patrignano e fece vita da protagonista nell'ambiente intellettuale cittadino. Ma l'anno dopo arrivò a Venezia anche suo figlio Conversino e cominciarono una serie di spiacevoli discussioni e litigi che finirono anche in tribunale. Amareggiato, decise di andarsene altrove. Da Padova, occupata dai Visconti, ebbe un'offerta per insegnare all'università ma, fedele alla memoria di Francesco da Carrara, rifiutò di lavorare con i nuovi signori e così nell'ottobre del 1389, si trasferì a Udine dove fu assunto come semplice maestro elementare.

### I trionfi padovani
Con la fine dell'occupazione dei Visconti e il ritorno dei Carrara, Giovanni cominciò a pensare sempre più seriamente a quella proposta, per altro ancora validissima, di insegnare all'Università di Padova. Decisione che prese nel 1392.
Nell'ateneo padovano gli furono assegnati i corsi di grammatica e retorica, corsi allora frequentati da studenti promettenti come Pier Paolo Vergerio, Sicco Polenton, Guarino Veronese. Secondo Polenton "quest'uomo era, sia per la santità della sua morale che per la sua conoscenza di tutti gli aspetti delle arti umanistiche e retoriche, il principe dei cattedratici tra tutti gli accademici che vissero in Italia ai suoi tempi".
La sua fama arrivò ben presto a corte e nel 1393 Francesco Novello, succeduto al padre, lo volle come cancelliere. Giovanni pose però una condizione: poter tenere lezioni private ai più brillanti studenti padovani. Francesco naturalmente acconsentì e tra questi pochi fortunati poté infilarsi anche Vittorino da Feltre. Nel 1396 si rimise anche a scrivere: De fortuna aulica, sulla vita di corte, Dolosi astus narratio, sugli intrighi alla corte di Ferrara, Violate pudicicie narratio o Historia Elysia sulla fedeltà coniugale. E ancora, tutte nel 1399, l'Apologia, contro le invidie dei cortigiani, De lustro Alborum in Urbe Padua, sulla grande processione del '99 della Compagnia dei Flagellanti o dei Bianchi, e il De dilectione regnantium sull'arte politica.
Nel 1400 venne incaricato di portare a termine tre importanti missioni diplomatiche. In gennaio si recò a Firenze per assoldare il capitano di ventura Alberico da Barbiano perché entrasse al servizio di Padova e per mettere al corrente la signoria fiorentina dei piani dei Visconti per prendere Perugia. Poi fu a Bologna per rafforzare la città alleata, arbitrando la disputa tra la fazione di Nanni Gozzadini e Giovanni Bentivoglio. Infine in estate fu inviato a Roma per consegnare delle missive del signore di Padova al capitano di ventura Conte da Carrara, figlio illegittimo di Francesco il Vecchio e fratellastro di Francesco Novello, e a papa Bonifacio IX.
Tutte e tre le missioni, pur tra mille difficoltà (per esempio fu derubato prima di entrare a Roma), furono portate a termine con successo, ma al suo ritorno a Padova fu segnato da una tragedia domestica. I suoi due figli illegittimi, nati a Udine da una relazione, erano entrambi morti di peste. I due piccoli, orgoglio e speranza del padre, a differenza di Conversino si stavano dimostrando, sotto la guida di Giovanni, brillanti nelle lettere e nelle arti e dunque la perdita non fu solo affettiva. Colto da profondo sconforto, Giovanni decise di chiudere con questo episodio la Rationarium vitae, cominciata a comporre diversi anni prima, quasi a dire che la parte più importante della sua vita finiva qui. Le disgrazie però continuarono. Nello stesso anno morì di peste anche Israele che, ormai venticinquenne, si era stabilito a Padova per studiare all'università.
Nonostante il periodo veramente difficile Giovanni continuò il suo lavoro di cancelliere, ma le mire espansionistiche di Francesco Novello in Lombardia, dopo l'assassinio di Giangaleazzo Visconti nel settembre del 1402, trovarono ampie critiche da parte sua. Più volte avvertì Francesco che stava andando incontro al disastro. Ma il signore di Padova non gli dette ascolto e anzi ridusse gli stipendi di tutti gli impiegati pubblici per destinare i risparmi al bilancio militare. L'ultimo suo atto da cancelliere della signoria fu quello di rogare un trattato di alleanza con Guglielmo della Scala, poi si licenziò e poco prima del 23 giugno 1404, quando i veneziani dichiararono guerra a Francesco Novello, lasciò Padova e tornò a Venezia.
Nei sei mesi successivi alla sua partenza sistemò in forma definitiva la Familiae carrariensis natio e scrisse ex novo il suo capolavoro: la Dragmalogia De Eligibili Vite Genere, una cronaca o meglio una serie di episodi della storia veneziana.
La caduta di Padova nel novembre 1405 e la conseguente annessione a Venezia resero vane tutte le sue speranze di tornare, finita la guerra, al suo ruolo di cancelliere. Il suo ex allievo Pier Paolo Vergerio, passato a Roma, tentò allora di convincerlo ad entrare al servizio della curia romana piuttosto che fare il tutore per qualche viziato rampollo veneziano, ma Giovanni declinò.
Non più giovanissimo, il caldo torrido dell'estate veneziana del 1406 lo convinse ad accettare la proposta di direttore delle scuole pubbliche di Muggia, dove morì nel 1408.